# Spider-Man Unlimited (jogo eletrônico)
Spider-Man Unlimited é um jogo eletrônico desenvolvido pela Gameloft em 2014 para dispositivos móveis do gênero de corrida interminável. É baseado no personagem Homem-Aranha, da Marvel Comics e criado por Stan Lee e Steve Ditko.

## Jogabilidade
Spider-Man Unlimited é um jogo de corrida sem fim no qual o Homem-Aranha corre pelos telhados de Nova York, incluindo o do prédio da Oscorp, bem como naves espaciais do Sexteto Sinistro e uma máquina gigante do Doutor Octopus, enquanto ele desvia de obstáculos, derrota inimigos e coleta power-ups e frascos. Inimigos regulares são derrotados por ataques deslizantes e socos, enquanto os chefes exigem que o jogador lance projéteis neles. Os jogadores ganham combos derrubando inimigos;  quase bater em um obstáculo ou passar por um anel também aumenta a contagem de combos do jogador. Seções nas quais o Homem-Aranha balança pelas ruas, escala as laterais dos edifícios e faz quedas livres dos edifícios são intercaladas com as partes de corrida do jogo.

## Trama
Após o Homem-Aranha derrotar uma figura conhecida como Duende Dourado, Nick Fury lhe conta que o Duende Verde usou um portal para reunir um Sexteto Sinistro do multiverso e planeja dominar a dimensão do Homem-Aranha. A S.H.I.E.L.D. usou o portal para reunir versões alternativas do Homem-Aranha e outros heróis com poderes de aranha como a Garota-Aranha, o Porco-Aranha e o Homem-Aranha 2099 para ajudar na batalha. O Homem-Aranha persegue o Duende Verde e suas versões alternativas. Depois de derrotar os Duendes alternativos, o Homem-Aranha luta contra várias versões de Abutre, Electro, Homem Areia, Doutor Octopus e Mystério, bem como os Soldados Sinistros — soldados blindados trabalhando para o Sexteto Sinistro do multiverso.